# چراغ‌کوسه کوتاه
چراغ‌کوسه کوتوله (Etmopterus perryi) یک گونه کم‌تر شناخته‌شده از خاردارکوسه‌سانان در خانواده چراغ‌کوسه‌ها و احتمالاً کوچکترین کوسه در جهان است و حداکثر طول شناخته شده آن ۲۰ سانتیمتر (۷٫۹ اینچ) است. این کوسه یعنی اتموپتروس پری که فقط در حاشیه قاره‌ای کلمبیا و ونزوئلا، در عمق ۲۸۳–۴۳۹ متر (۹۲۸–۱٬۴۴۰ فوت) یافت می‌شود.
این گونه را می‌توان با اندازه کوچک آن در بلوغ، سر صاف بلند و یک خط میانی پشتی شناسایی کرد. چراغ‌کوسه کوتاه همانند سایر جانداران سرده خود، با استفاده از نوربر توان تولید نور دارد. ماهی‌گیران حرفه‌ای تمایلی به گرفتن این کوسه ندارند، اما گاهی به شکل ناخواسته به دام می‌افتد. به‌طور کلی جمعیت این کوسه‌ها و تأثیر انسانی بر آن نامشخص و ناشناخته است.